# Black (группа)
Black (МФА: [blæk]) — британская рок-группа, образованная в 1980 году в городе Роби, близ Ливерпуля. Лидером группы и автором большей части песен являлся вокалист и гитарист Колин Вирнкоумб (англ. Colin Vearncombe; 26 мая 1962 — 26 января 2016). Со временем название группы стало устойчиво ассоциироваться с именем Вирнкоумба, в результате он принял это название как псевдоним: Colin «Black» Vearncombe. Для раннего периода творчества группы характерны стили поп-рок и «новая волна», для более позднего — смесь инди и фолка.
Присущие творчеству группы лиризм и романтизм сделали её одним из самых популярных музыкальных коллективов в Великобритании. Дискография «Black» включает семь официальных студийных альбомов, изданных в 1987—2015 годах. Самая известная песня группы — «Wonderful Life» — была написана в 1985 году. Двумя годами позже песня стала супер-хитом сначала в Англии (восьмая позиция «UK Singles Chart»), а затем — и во всем мире. Мелодия песни часто использовалась в рекламе, количество её кавер-версий исчисляется десятками. С 1987 года и вплоть до смерти Вирнкоумба в 2016 году ни одна из песен группы более не повторила успеха «Wonderful Life».

## История

### 1980—1987
Свою музыкальную карьеру 16-летний Колин Вирнкоумб начал в качестве гитариста, клавишника и вокалиста в местном панк-коллективе «Epileptic Tits» в небольшом городке Роби в графстве Мерсисайд. В то время Вирнкоумб был вдохновлён просмотром мюзикла «Тюремный рок» с участием в главной роли американского певца и актёра Элвиса Пресли.
В 1980 году Вирнкоумб основал группу «Black», в которой планировал реализоваться в первую очередь как автор, исполняя песни собственного сочинения. В первые годы в группе играли сессионные музыканты, включая школьных друзей Вирнкоумба; с определённой периодичностью состав «Black» менялся. Предпочитаемый ими стиль — классический ново-волновый поп — укладывался в рамки, очерченные любимчиками музыкальной прессы «The Chameleons» и «The Associates». Дебютный концерт «Black» состоялся в первый день 1981 года на дружеской вечеринке. В том же году группа записала и выпустила дебютный сингл «Human Features», начальный тираж которого составил 1000 копий и был распродан в течение короткого времени.
В 1982 году Вирнкоумб в качестве сессионного музыканта участвовал в концертных турах групп «Thompson Twins» и «Wah!». В этом же году он познакомился с Дэйвом «Дикс» Дики (Dave «Dix» Dickie) — бывшим участником коллектива «Last Chant», обладавшим талантами мультиинструменталиста, — и пригласил его присоединиться к составу «Black». С этого момента и вплоть до конца 1980-х годов Дики оставался единственным, кроме самого Вирнкоумба, постоянным участником «Black», принимая участие в сочинении песен и выполняя частично продюсерские функции.
В 1982 году при поддержке продюсера П. Фулвела (Pete Fulwell) группа выпустила сингл «More Than the Sun», а в 1984 году — уже с участием принятого в состав группы басиста Джимми Сэнгстера (Jimmy Sangster) — сингл «Hey Presto». В этот период «Black» переходили с лейбла на лейбл, но так и не добились значимого успеха в чартах. В 1984 году неудача постигла и переизданную «WEA Records» оркестровую версию сингла «More Than the Sun». Участники группы часто распространяли свои песни, переписывая их на катушечных магнитофонах. Росту известности «Black» не сильно способствовало и их участие в популярной радиопередаче Джона Пила на «BBC». Череда провалов в чартах и прочих неудач в определённой степени обусловила рост напряжения в самой группе. Дики, исполнявший одновременно продюсерские обязанности, откровенно пренебрегал работой в коллективе.
1985-й год стал особенно тяжёлым для Вирнкоумба: он развелся с первой женой, фактически остался бездомным, попал в автомобильную катастрофу. «Под впечатлением от преумножающихся неприятностей», он сочинил грустную мелодичную песню с ироническим названием «Прекрасная жизнь» («Wonderful Life»). В 1986 году «Black» подписали контракт с рекорд-лейблом «Ugly Man Records», выпустившим первую версию этого будущего хита. Неожиданно для самих музыкантов, впервые за шестилетнюю, уже на тот момент, историю коллектива композиция попала в чарты, однако сингл сумел «добраться» только до 42-й строчки «UK Singles Chart».
Сознавая потенциал песни, Вирнкоумб искал возможности для заключения новых контрактов, что в итоге привело его к знакомству с менеджерами «A&M Records». К тому моменту Сэнстер покинул коллектив, и Вирнкоумб пригласил в состав группы басиста Роя Коркхилла (Roy Corkhill), саксофониста Мартина Грина (Martin Green) и ударника Джимми Хьюза (Jimmy Hughes). Сотрудничество с «A&M Records» принесло группе мировую известность. В июне 1987 года были выпущены синглы «Everything`s Coming Up Roses», который имел умеренную популярность в Англии, и «Sweetest Smile», поднявшийся до восьмого места «UK Singles Chart». Последнюю песню британский музыкальный еженедельник «Record Mirror» позже охарактеризовал как «красивый медленный напев, способный отвлечь слушателя от конвейера идентичных хитов и удерживать его внимание на протяжении четырёх минут». Сам Вирнкоумб называл «Sweetest Smile» и «Wonderful Life» самыми успешными из всех сочиненных им песен.
В августе 1987 года лейбл «A&M Records» переиздал сингл «Wonderful Life». Одновременно с этим режиссёр Ж. де Там снял одноимённый клип с чёрно-белым видеорядом. Съёмки прошли в городах Саутпорт и Уолласи, недалеко от Ливерпуля, на видео попали кадры маяка и набережной Нью-Брайтон. Позже, в 1988 году, этот видеоклип получил награду «Золотой Лев» на Нью-Йоркском кинофестивале.
Массированная «раскрутка» релиза на радио и телевидении буквально «взорвала» хит-парады во всех странах. «Песня продемонстрировала свой лучший результат на родине — восьмое место. Ещё серьёзнее у песни дела обстояли в континентальной части Европы. В Германии, Франции и Швейцарии — второе место, в Австрии и Польше — первое». Позже Вирнкоумб признавался, что в течение многих лет после выхода песни ему продолжали приходить письма от поклонников, которые утверждали, что «Wonderful Life» одинаково уместно звучала, как на свадьбах, так и на похоронах. Такую популярность песни сам автор объяснял следующим образом: «… Люди понимают, что прекрасная жизнь не означает отсутствие проблем. Скорее, она означает, что вы знаете, как с ними справляться, умеете их решать. „Wonderful Life“ — это хорошая песня для таких периодов, когда людям нужно немного позитива».
Дебютный альбом Wonderful Life, выпущенный в 1987 году, разошёлся тиражом более полутора миллионов экземпляров и имел одинаково оглушительный успех, как у публики, так и у критики, заняв в итоге третью позицию в «UK Albums Chart». Он получил «золотой» статус в Германии и «платиновый» — в Великобритании и Испании. «Несмотря на то, что [включённые в альбом] песни „Wonderful Life“ и „Sweetest Smile“ — это меланхолические баллады, европейский хит „Everything`s Coming Up Roses“ лучше характеризует этот альбом как оптимистичный рок, успешно соединивший звучание электрической гитары и синтезатора». Успешность более поздних — уже сольных — акустических программ Вирнкоумба в значительной степени объяснялась тем влиянием, которое «звук дебютной пластинки группы оказал на самого автора».
На волне роста массовой популярности группы осенью 1987 года «Black» с программой «Wonderful Life» отправились в мировое турне.

### 1988—1994
В феврале 1988 года музыканты «Black» в качестве приглашённых гостей приняли участие в 38-м Фестивале итальянской песни в Сан-Ремо, а в апреле этого же года — выступили в Токио, на сцене электростанции Nissan. Запись последнего выступления позже была издана «A&M Records» (сингл «At The Tokyo Power Station»). Данный релиз является единственной концертной записью «Black» периода наивысшего взлета популярности коллектива. Сингл демонстрирует то, как группа смогла сохранить сложный звук дебютного альбома в условиях «живого» выступления.
В 1988 году был издан второй номерной альбом «Comedy» (c англ. — «Комедия»), продюсированием которого, совместно с Дики, занимался Робин Миллар, известный по своим работам с «Sade». В альбом были включены новые версии хитов «Wonderful Life (Christmas 88 Recording)» и «Sweteest Smile». Релизы для Европы и США отличались разным набором композиций.
По своему звучанию и содержанию «Comedy» отличался от дебютной работы «Black», в целом альбом был близок к ранним синглам группы. По оценке самого Вирнкоумба, он получился «более светлым и лиричным», чем Wonderful Life. В текстах отдельных песен затронута социальная тематика. Так, например, в композиции «All We Need is the Money», ранее уже выпускавшейся на сингле и перезаписанной вновь для «Comedy», Вирнкоумб даёт негативную характеристику своим современникам — жителям Ливерпуля, стремящимся, по его мнению, к наживе, но не имеющим реальных целей, и не знающим на что тратить полученные деньги. «Вы можете дать им любую сумму, они всё спустят впустую. Это просто — в ментальности города. Большинство нас, ливерпульцев, кажется, имеют встроенный механизм самоуничтожения. <…> На улицах никого — все сидят по домам и курят марихуану», — позже комментировал Вирнкоумб.
«Comedy» был тепло встречен публикой и критикой, получив «серебряный» статус в Великобритании и «платиновый» — в Испании. Однако повторить коммерческий успех дебютного альбома эта работа группы не смогла. Синглы «The Big One», «You’re A Big Girl Now» и «Now You’re Gone» попали только в сотню «UK Singles Chart».
В феврале 1989 года музыканты «Black» приняли участие в съёмках программы «Rockopop» для испанского телеканала «RTVE» (песня «You’re A Big Girl Now»). В этом же году Вирнкоумб в очередной раз кардинально поменял состав группы, окончательно расставшись с Дики и оставив из числа прежних участников только саксофониста Грина. На место ударника он пригласил Роя Мартина (Roy Martin), на место басиста — Брэда Лэнга (Brad Lang), на место гитариста — Гордона Моргана (Gordon Morgan), на место клавишника — Пита Дэвиса (Pete Davis).
К моменту подготовки материала для нового альбома в 1991 году Вирнкоумб и менеджмент «A&M Records» не пришли к единому мнению по поводу того, какой сингл выпускать первым: «Here It Comes Again», как на том настаивали представители лейбла, или «Feel Like Change», как считал сам Вирнкоумб. В результате первым был выпущен «Feel Like Change», в качестве дополнительного трека он включал кавер-версию на композицию Дж. Джексон «Control». Релиз имел ограниченный успех в Европе, однако более впечатляющие результаты он неожиданно получил в странах Южной Африки. Синглы «Here It Comes Again» и «Fly Up The Moon» в итоге были выпущены позже. Первый в качестве дополнительного трека включал кавер-версию на композицию Игги Попа «Shades», на заглавном треке второго в качестве бэк-вокалистки была представлена Сэм Браун.
Релиз третьего номерного альбома, озаглавленного по названию группы — «Black» и спродюсированного, как и «Comedy», Робином Милларом, состоялся в мае 1991 года. Альбом был записан при участии известного британского вокалиста Роберта Палмера и шведской певицы Камиллы Гризель (Camilla Griehsel). Творческое сотрудничество с последней в итоге привело к браку с Вирнкоумбом. Позже, в период с 1999 по 2002 годы, Гризель в качестве бэк-вокалистки и под именем «Lady Black» принимала участие также в записи сольных работ Вирнкоумба.
Мнения музыкальных журналистов и критиков относительно альбома «Black» разошлись. Известное издание «Rough Guide to Music» признало его лучшей работой группы, в частности из-за «музыкальных аранжировок высокого уровня». Несмотря на тот факт, что этот альбом, вместе с предыдущим релизом «Comedy», были проданы совокупно более чем двухмиллионным тиражом по всему миру, после выхода «Black» лейбл «A&M Records» не стал возобновлять контракт с группой. Разочарованный в сотрудничестве с известными звукозаписывающими корпорациями Вирнкоумб основал свой независимый лейбл «Nero Schwarz», наименование которого отсылало к названию самой группы (Nero c итал. — «чёрный», Schwarz c нем. — «чёрный»).
В первой половине 1990-х годов песню «Wonderful Life» часто использовали в рекламных роликах (в частности, в рекламе финансовых услуг «Standard Life», кондитерской продукции «Cadbury’s Strollers» и проч.), благодаря чему интерес к песне и творчеству группы в целом снова вырос. В частности в связи с этим обстоятельством в 1994 году Вирнкоумб переиздал сингл «Wonderful Life» в третий раз.
В 1994 году уже на «Nero Schwarz» под руководством продюсера Майка Хеджеса (Mike Hedges), известного по своим работам с «The Cure» и «U2», был издан четвёртый номерной альбом «Are We Having Fun Yet?» (c англ. — «Мы ещё веселимся?»). Запись производилась в студии Хеджеса в старинном замке Chateau De La Rouge Motte в Нормандии. Для этой работы группы характерны развёрнутые мелодраматичные формы, использование струнных и духовых инструментов, жанровые эксперименты в стиле оперы («Ave Lolita»). Альбом был выпущен в двух вариантах оформления: на первом, в соответствии со смысловой нагрузкой заглавия, присутствовало изображение приколотых к поверхности мух, на втором — лицо Вирнкоумба в тени. Несмотря на то, что география распространения релиза «Are We Having Fun Yet?» включала 19 стран, альбом остался незамеченным широкой публикой и существенного коммерческого успеха не имел. В 1994 году Вирнкоумб распустил существовавший в тот период состав «Black».

### 2005—2016
С 1994 по 1998 годы в творческой деятельности Вирнкоумба наступил вынужденный перерыв. Со слов самого музыканта, в это время он часто находился в подавленном эмоциональном состоянии, однако не прекращал заниматься сочинением новых песен. Начиная с 1999 года и до середины 2000-х годов, Вирнкоумб выпустил три студийных альбома под собственным именем. В этот период музыкант с семьёй — женой и тремя сыновьями — перебрался в Ирландию, выступал в клубах и пабах с местными группами, гастролировал — иногда как сольный исполнитель, иногда — с аккомпанирующими музыкантами. Кроме этого, Вирнкоумб занимался изобразительном искусством, периодически устраивал персональные выставки, в 2010-е годы публиковал сборники собственных стихотворений.
В ноябре 2005 года Вирнкоумб выпустил альбом «Between Two Churches» (c англ. — «Между двумя церквями») под брендом «Black» — впервые с 1994 года. По свидетельству Вирнкоумба, решение о возврате к этому наименованию возникло не сразу, но ближе к завершению работы над альбомом, когда «стало очевидно, что эта студийная запись должна быть работой „Black“. <...> Неоднозначность названия „Black“ даёт мне как автору и исполнителю необходимую свободу». Альбом выдержан в стилях рок и фолк, в отдельных композициях («Two Churches», «Are You Having a Wonderful Life?») Вирнкоумб обращается к осмыслению своего жизненного и творческого пути. В записи пластинки принимал участие сборный состав из британских и южноафриканских музыкантов. Продюсированием занимался Кэлэм Макколл (Calum MacColl), известный по своим работам с Брайаном Кеннеди и другими ирландскими и шотландскими исполнителями. Со второй половины 2000-х годов и вплоть до смерти Вирнкоумба в 2016 году Макколл являлся его постоянным музыкальным партнёром на гастролях, в отдельных случаях — соавтором песен, выполнял продюсерские функции.

Единственный одноимённый с названием альбома сингл «Two Churches» распространялся только на концертах 2005 года.
В 2007 году Вирнкоумб, вместе с Макколлом и другими музыкантами, участвовали в совместном с английской соул-группой «The Christians» туре по городам Великобритании. Из записей этих концертных выступлений позже был скомпилирован и издан альбом «Road To Nowhere (Live 2007)».
К осени 2009 года Вирнкоумб подготовил музыкальный материал для издания двух студийных альбомов: четвёртого номерного — под собственным именем и шестого номерного — под брендом «Black». Первый из этих альбомов был выложен для бесплатного скачивания на официальном сайте музыканта, второй — «Water On Stone» (c англ. — «Вода на камне») распространялся на коммерческой основе, но эксклюзивно для пользователей, оставивших адрес своей электронной почты при скачивании сольного альбома. В сравнении с предыдущей работой, «Water On Stone» имел выраженное «электронное» звучание, в качестве соавторов для отдельных песен выступили другие музыканты, в частности Макколл. В поддержку альбома режиссёром Д. Бикли, совместно с Вирнкоумбом, была снята серия из восьми — по количеству треков в альбоме — чёрно-белых видеоклипов. Каждый клип имел второе наименование, отличное от названия самой песни в альбоме, и был пронумерован, чем подчеркивалась тематическая общность клипов.
В 2010-е годы гастрольный график Вирнкоумба, Маккола и аккомпанирующих музыкантов — как в Великобритании, так и в других странах Европы — становился насыщеннее год от года. Вирнкоумб продолжал продавать свои записи через собственный сайт и краудфандинговые платформы, посредством которых ему удавалось собирать средства для издания новых работ. Так, в апреле 2014 года на «PledgeMusic» был объявлен старт краудфандинговой компании в поддержку записи очередного альбома «Black». Участники проекта имели возможность наблюдать за студийной работой музыкантов онлайн. Менее чем за год проект привлёк средства, почти в 2,5 раза превышавшие первоначально заявленный бюджет. В результате 13 апреля 2015 года состоялся релиз седьмого номерного альбома «Black» «Blind Faith» (c англ. — «Слепая вера»), который стал последней студийной работой Вирнкоумба.
Положительно оценивая выпущенные в 2000-е годы альбомы «Black» и сольные пластинки музыканта, критика отмечала их творческую зрелость и следование традициям. Российский музыкальный журналист Борис Барабанов так оценил творческую активность Вирнкоумба в 2000—2010-е годы: «… Все эти годы Колин Вирнкоумб продолжал писать песни отменного качества. Он представлял собой ярчайший образчик одарённого сонграйтера [автора песен], от которого отвернулась удача. За примером далеко ходить не нужно. Последний альбом „Black“, названный „Blind Faith“ <...>, был полон романтического обаяния. Продолжая балансировать между Брайаном Ферри и Моррисси, Колин Вирнкоумб демонстрировал виртуозную смесь фолка и „новой волны“ и вовсе не выглядел в чистом виде ретро-легендой».
Последним прижизненным релизом Вирнкоумба стала версия песни «Wonderful Life» на каталанском языке, записанная для благотворительного телемарафона на барселонском канале «TV3». Благодаря этой записи удалось собрать более £ 7 млн.
10 января 2016 года по пути из своего дома в аэропорт города Корк, откуда он должен был вылететь в Эдинбург, Вирнкоумб попал в автомобильную аварию. С тяжёлыми травмами головы музыкант был доставлен в госпитальную клинику Университета Корка, в которой провёл несколько дней в состоянии искусственной комы. 26 января 2016 года, не приходя в сознание, Колин Вирнкоумб скончался.

## «Black» вСССРи России
По мнению Б. Барабанова, популярность «Black» в СССР может быть объяснима теми же причинами, которые обусловили взлёт популярности группы в континентальной Европе после выхода дебютного альбома. Со второй половины 1980-х годов в Советском Союзе распространялось массовое дискотечное движение. При этом музыкальный вкус первых отечественных диск-жокеев формировался преимущественно под влиянием немецкой музыки, а также музыки «дружественных славянских» стран. Таким образом, моду на стремительно набиравших популярность «Black» советские диджеи переняли, скорее всего, у коллег именно из этих стран. Так или иначе, с 1988 года и в первой трети 1990-х годов почти на всех дискотеках и школьных танцах неизменно звучала «Wonderful Life».
«В представлении среднестатистического молодого человека 1980-х или же, например, слушателя „Радио 7“ [Одна из наиболее популярных радиостанций в начале 1990-х годов] „Wonderful Life“ — идеальная мелодия. <...> В этом же ряду one hit wonders [артистов одного хита] — Танита Тикарам — одарённая певица и сочинительница, чья вещь „Twist In My Sobriety“ вполне могла идти в блоке медляков встык с „Wonderful Life“. Не исключено, что даже само слово „медляк“ в лексиконе наших соотечественников появилось именно в применении к „Wonderful Life“».
По объективным причинам информация об авторах хита долгое время была крайне скудной. Советским меломанам той эпохи было неизвестно даже, скрывался ли под именем «Black» сольный исполнитель или коллектив. По свидетельству С. Курия, большинство сходилось на том, что это певец и, скорее всего, негритянский («Black» с англ. — «чёрный»). Вместе с тем, за исключением «Wonderful Life» и некоторых других песен из альбомов 1980-х годов, творчество группы вплоть до её распада в 1994 году осталось в нашей стране практически незамеченным.
В ноябре 2012 года Вирнкоумб впервые посетил Россию, став хедлайнером XI международного фестиваля «Авторадио» «Дискотека 80-х» и исполнив «Wonderful Life». Позже музыкант следующим образом охарактеризовал свои впечатления от участия в концерте: «Я в восторге, я не ожидал такого. Когда мне сказали, что я буду выступать перед тридцатью тысячами людей, собранных в одном месте, у меня пропал дар речи, а когда я их увидел — вообще остолбенел. <…> Такой масштаб, такая энергия и любовь от зрителей, что просто прекрасно на душе. <…> Я и не знал, что в этой стране живёт столько моих поклонников».
Через год он был приглашён в Московский театр эстрады на 20-летие театра «Квартет И» 7 ноября 2013 года. Песня «Wonderful Life» упоминается в финальном диалоге главных героев фильма квартета «О чём говорят мужчины».
Ещё через год, в ноябре 2014 года, Вирнкоумб принял участие в съёмках программы «Вечерний Ургант», исполнив «Wonderful Life» вместе с группой «Fruktы».

## Состав

### Участники
В основной состав группы входили следующие музыканты:
- Колин Вирнкоумб — вокал, гитара, автор песен (1980—1994, 2005—2016);
- Дэйв Дики — клавишные, соавтор некоторых песен (1982—1989);
- Джимми Сэнгстер — бас-гитара, гитара (1984—1986);
- Рой Коркхилл — бас-гитара (1987—1989);
- Джимми Хьюз — ударные (1987—1989);
- Мартин Грин — саксофон (1987—1994);
- Брэд Лэнг — бас-гитара (1989—1994);
- Гордон Морган — гитара (1989—1994);
- Пит Дэвис — клавишные (1989—1994);
- Рой Мартин — ударные (1989—1994);
- Кэлэм Макколл — бэк-вокал, гитара, соавтор некоторых песен (2005—2016).

## Дискография

### Студийные альбомы
| Год                                           | Альбом | Лейбл                            | Наивысшая позиция в национальных чартах | Наивысшая позиция в национальных чартах | Наивысшая позиция в национальных чартах | Наивысшая позиция в национальных чартах | Наивысшая позиция в национальных чартах | Наивысшая позиция в национальных чартах | Наивысшая позиция в национальных чартах | Наивысшая позиция в национальных чартах | Наивысшая позиция в национальных чартах | Наивысшая позиция в национальных чартах | Наивысшая позиция в национальных чартах | Сертификация          |
| Год                                           | Альбом | Лейбл                            | UK                                      | FRA                                     | ITA                                     | NED                                     | GER                                     | AUT                                     | SWI                                     | SWE                                     | SPA                                     | AUS                                     | NZ                                      | Сертификация          |
| --------------------------------------------- | --- | -------------------------------- | --------------------------------------- | --------------------------------------- | --------------------------------------- | --------------------------------------- | --------------------------------------- | --------------------------------------- | --------------------------------------- | --------------------------------------- | --------------------------------------- | --------------------------------------- | --------------------------------------- | --------------------- |
| 1987                                          | Wonderful Life Трек-лист Автор всех песен, кроме отмеченных — К. Вирнкоумб LP-версия 1. «Wonderful Life» 04:46 2. «Everything’s Coming Up Roses» 04:04 3. «Sometimes for the Asking» 04:09 4. «Finder» 04:12 5. «Paradise» (Д. Дики, К. Вирнкоумб) 04:51 6. «I’m Not Afraid» (Д. Дики, К. Вирнкоумб) 05:00 7. «I Just Grew Tired» 04:15 8. «Blue» (Д. Дики, К. Вирнкоумб) 03:38 9. «Just Making Memories» 04:26 10. «Sweetest Smile» 05:19 CD-версия 1. «Wonderful Life» 04:46 2. «Everything’s Coming Up Roses» 04:04 3. «Sometimes for the Asking» 04:09 4. «Finder» 04:12 5. «Paradise» (Д. Дики, К. Вирнкоумб) 04:51 6. «I’m Not Afraid» (Д. Дики, К. Вирнкоумб) 05:00 7. «I Just Grew Tired» 04:15 8. «Blue» (Д. Дики, К. Вирнкоумб) 03:38 9. «Just Making Memories» 04:26 10. «Sweetest Smile» 05:19 11. «Ravel in the Rain» (Д. Дики, К. Вирнкоумб) 03:47 12. «Leave Yourself Alone» 04:32 13. «Sixteens» 03:56 14. «It’s Not You Lady Jane» (Д. Дики, К. Вирнкоумб) 03:25 15. «Hardly Star-Crossed Lovers» 02:51 | «A&M Records»                    | 3                                       | 33                                      | 85                                      | 11                                      | 9                                       | 6                                       | 5                                       | 30                                      | 8                                       | 34                                      | 21                                      | Платиновый Золотой    |
| 1988                                          | «Comedy» Трек-лист Автор всех песен — К. Вирнкоумб LP-версия 1. «The Big One» 03:53 2. «I Can Laugh About It Now» 05:00 3. «Whatever People Say You Are» 03:59 4. «You’re a Big Girl Now» 04:19 5. «Let Me Watch You Make Love» 03:10 6. «Hey, I Was Right, You Were Wrong!» 03:39 7. «All We Need Is the Money» 04:30 8. «You Don’t Always Do What’s Best for You» 04:44 9. «Now You’re Gone» 03:44 10. «No-One, None, Nothing» 04:51 CD-версия 1. «The Big One» 03:53 2. «I Can Laugh About It Now» 05:00 3. «Whatever People Say You Are» 03:59 4. «You’re a Big Girl Now» 04:19 5. «Let Me Watch You Make Love» 03:10 6. «Hey, I Was Right, You Were Wrong!» 03:39 7. «All We Need Is the Money» 04:30 8. «You Don’t Always Do What’s Best for You» 04:44 9. «Now You’re Gone» 03:44 10. «No-One, None, Nothing» 04:51 11. «It’s Not Over Yet» 05:18 12. «Paradise Lost» 05:35 | «A&M Records»                    | 32                                      | —                                       | —                                       | —                                       | 38                                      | —                                       | 24                                      | 37                                      | 10                                      | —                                       | —                                       | Платиновый Серебряный |
| 1991                                          | «Black» Трек-лист Автор всех песен — К. Вирнкоумб 1. «Too Many Times» 04:58 2. «Feel Like Change» 04:35 3. «Here It Comes Again» 04:20 4. «Learning How to Hate» 04:04 5. «Fly Up to the Moon» 03:05 6. «Let’s Talk About Me» 04:41 7. «Sweet Breath of your Rapture» 04:03 8. «Listen» 03:58 9. «She’s My Best Friend» 04:03 10. «This Is Life» 04:41 | «A&M Records»                    | 42                                      | —                                       | —                                       | —                                       | —                                       | —                                       | —                                       | —                                       | —                                       | —                                       | —                                       | —                     |
| 1993                                          | «Are We Having Fun Yet?» Трек-лист Автор всех песен — К. Вирнкоумб 1. «Don’t Take The Silence Too Hard» 04:16 2. «Swingtime» 05:33 3. «Wishing You Were Here» 04:42 4. «Leaving Song» 03:42 5. «That’s Just Like Love» 03:47 6. «Ave Lolita» 05:24 7. «Wish The World Awake» 03:56 8. «Paper Crown» 05:12 9. «Change Your Mind» 03:58 10. «To Take A Piece» 04:16 | «Nero Schwarz Records» & Various | —                                       | —                                       | —                                       | —                                       | —                                       | —                                       | —                                       | —                                       | —                                       | —                                       | —                                       | —                     |
| 2005                                          | «Between Two Churches» Трек-лист Автор всех песен, кроме отмеченных — К. Вирнкоумб 1. «Come Out Of The Rain» 02:57 2. «Cold Chicken Skin» (У. Топли, К. Вирнкоумб) 03:49 3. «Charlemagne» 03:51 4. «Teenage Wall» 04:20 5. «Same Mistake Twice» (У. Топли, К. Вирнкоумб) 03:59 6. «In A Heartbeat» 03:36 7. «Two Churches» 05:08 8. «If You’re All Done Dying» 03:39 9. «Signal Black Spot» 04:21 10. «Her Coat And No Knickers» 05:51 11. «Are You Having A Wonderful Life?» 02:35 12. «History Of Rock 'N' Roll Part 1» 04:52 | «Nero Schwarz Records»           | —                                       | —                                       | —                                       | —                                       | —                                       | —                                       | —                                       | —                                       | —                                       | —                                       | —                                       | —                     |
| 2009                                          | «Water On Stone» Трек-лист Автор всех песен, кроме отмеченных — К. Вирнкоумб 1. «Tonight We Cross The River» 03:44 2. «California» 05:10 3. «Walk On Frozen Water» (Г. Хендерсон, К. Вирнкоумб) 05:32 4. «Tomorrow Is Another Night» 03:08 5. «I Hate You (Don’t Leave)» (К. Макколл, К. Вирнкоумб) 03:06 6. «Stormy Waters» 03:58 7. «What Makes A Fool» 03:54 8. «Grievous Angel» 05:10 | «Nero Schwarz Records»           | —                                       | —                                       | —                                       | —                                       | —                                       | —                                       | —                                       | —                                       | —                                       | —                                       | —                                       | —                     |
| 2015                                          | «Blind Faith» Трек-лист Авторы всех песен — К. Вирнкоумб, К. Макколл 1. «The Love Show» 03:42 2. «Don’t Call Me Honey» 02:55 3. «Good Liar» 03:16 4. «Sleep Together» 02:44 5. «Womanly Panther» 03:07 6. «Who You Are» 02:59 7. «Sunflower» 02:14 8. «Not The Man» 03:22 9. «Ashes of Angels» 02:22 10. «Stone Soup» 03:07 11. «When It’s Over» 02:53 12. «Beautiful» 02:32 13. «Parade» 03:02 | «Nero Schwarz Records»           | —                                       | —                                       | —                                       | —                                       | —                                       | —                                       | —                                       | —                                       | —                                       | —                                       | —                                       | —                     |
| Знак «—» означает, что релиз не вошёл в чарт. | |                                  |                                         |                                         |                                         |                                         |                                         |                                         |                                         |                                         |                                         |                                         |                                         |                       |

### Синглы
| Год                                                                            | Сингл                                     | Лейбл                                    | Наивысшая позиция в национальных чартах | Наивысшая позиция в национальных чартах | Наивысшая позиция в национальных чартах | Наивысшая позиция в национальных чартах | Наивысшая позиция в национальных чартах | Наивысшая позиция в национальных чартах | Наивысшая позиция в национальных чартах | Наивысшая позиция в национальных чартах | Наивысшая позиция в национальных чартах | Наивысшая позиция в национальных чартах | Наивысшая позиция в национальных чартах | Наивысшая позиция в национальных чартах | Сертификация | Альбом |
| Год                                                                            | Сингл                                     | Лейбл                                    | UK                                      | IRE                                     | FRA                                     | ITA                                     | NED                                     | BEL (FLA)                               | GER                                     | AUT                                     | SWI                                     | SPA                                     | AUS                                     | NZ                                      | Сертификация | Альбом |
| ------------------------------------------------------------------------------ | ----------------------------------------- | ---------------------------------------- | --------------------------------------- | --------------------------------------- | --------------------------------------- | --------------------------------------- | --------------------------------------- | --------------------------------------- | --------------------------------------- | --------------------------------------- | --------------------------------------- | --------------------------------------- | --------------------------------------- | --------------------------------------- | ------------ | --- |
| 1981                                                                           | «Human Features»                          | «Rox Records»                            | —                                       | —                                       | —                                       | —                                       | —                                       | —                                       | —                                       | —                                       | —                                       | —                                       | —                                       | —                                       | —            | Песни не были включены в номерные альбомы |
| 1982                                                                           | «More Than The Sun»                       | «The Wonderful World Of…»                | —                                       | —                                       | —                                       | —                                       | —                                       | —                                       | —                                       | —                                       | —                                       | —                                       | —                                       | —                                       | —            | Песни не были включены в номерные альбомы |
| 1984                                                                           | «Hey Presto»                              | «Eternal»                                | —                                       | —                                       | —                                       | —                                       | —                                       | —                                       | —                                       | —                                       | —                                       | —                                       | —                                       | —                                       | —            | Песни не были включены в номерные альбомы |
| 1984                                                                           | «More Than The Sun»                       | «WEA Records»                            | —                                       | —                                       | —                                       | —                                       | —                                       | —                                       | —                                       | —                                       | —                                       | —                                       | —                                       | —                                       | —            | Песни не были включены в номерные альбомы |
| 1986                                                                           | «Wonderful Life»                          | «Ugly Man Records»                       | 42                                      | —                                       | —                                       | —                                       | —                                       | —                                       | —                                       | —                                       | —                                       | —                                       | —                                       | —                                       | —            | Wonderful Life |
| 1987                                                                           | «Everything’s Coming Up Roses»            | «A&M Records»                            | 76                                      | —                                       | —                                       | —                                       | —                                       | —                                       | —                                       | —                                       | —                                       | —                                       | —                                       | —                                       | —            | Wonderful Life |
| 1987                                                                           | «Sweetest Smile»                          | «A&M Records»                            | 8                                       | 8                                       | —                                       | —                                       | 40                                      | —                                       | —                                       | —                                       | —                                       | —                                       | 87                                      | 41                                      | —            | Wonderful Life |
| 1987                                                                           | «Wonderful Life» (re-release)             | «A&M Records»                            | 8                                       | 7                                       | 2                                       | 9                                       | 10                                      | 6                                       | 2                                       | 1                                       | 2                                       | 7                                       | 23                                      | —                                       | Золотой      | Wonderful Life |
| 1987                                                                           | «I’m Not Afraid»                          | «A&M Records»                            | 78                                      | —                                       | —                                       | —                                       | —                                       | —                                       | —                                       | —                                       | —                                       | —                                       | —                                       | —                                       | —            | Wonderful Life |
| 1987                                                                           | «Paradise»                                | «A&M Records»                            | 38                                      | —                                       | —                                       | —                                       | —                                       | —                                       | —                                       | —                                       | —                                       | —                                       | —                                       | —                                       | —            | Wonderful Life |
| 1988                                                                           | «Everything’s Coming Up Roses» (GER only) | «A&M Records»                            | —                                       | —                                       | —                                       | —                                       | —                                       | —                                       | 11                                      | 8                                       | —                                       | —                                       | —                                       | —                                       | —            | Wonderful Life |
| 1988                                                                           | «Sweetest Smile» (FRA only)               | «A&M Records»                            | —                                       | —                                       | 38                                      | —                                       | —                                       | —                                       | —                                       | —                                       | —                                       | —                                       | —                                       | —                                       | —            | Wonderful Life |
| 1988                                                                           | «Wonderful Life» (AUS only)               | «A&M Records»                            | —                                       | —                                       | —                                       | —                                       | —                                       | —                                       | —                                       | —                                       | —                                       | —                                       | 7                                       | —                                       | —            | Wonderful Life |
| 1988                                                                           | «The Big One»                             | «A&M Records»                            | 54                                      | —                                       | —                                       | 23                                      | —                                       | —                                       | 43                                      | —                                       | —                                       | —                                       | —                                       | —                                       | —            | «Comedy» |
| 1988                                                                           | «You’re A Big Girl Now»                   | «A&M Records»                            | 86                                      | —                                       | —                                       | —                                       | —                                       | —                                       | —                                       | —                                       | —                                       | —                                       | —                                       | —                                       | —            | «Comedy» |
| 1988                                                                           | «Now You’re Gone»                         | «A&M Records»                            | 66                                      | —                                       | —                                       | —                                       | —                                       | —                                       | —                                       | —                                       | —                                       | —                                       | —                                       | —                                       | —            | «Comedy» |
| 1989                                                                           | «I Can Laugh About It Now» (SPA only)     | «A&M Records», «PolyGram»                | —                                       | —                                       | —                                       | —                                       | —                                       | —                                       | —                                       | —                                       | —                                       | —                                       | —                                       | —                                       | —            | «Comedy» |
| 1991                                                                           | «Feel Like Change»                        | «A&M Records»                            | 56                                      | —                                       | —                                       | —                                       | —                                       | —                                       | 72                                      | —                                       | —                                       | —                                       | —                                       | —                                       | —            | «Black» |
| 1991                                                                           | «Here It Comes Again»                     | «A&M Records»                            | 70                                      | —                                       | —                                       | —                                       | —                                       | —                                       | —                                       | —                                       | —                                       | —                                       | —                                       | —                                       | —            | «Black» |
| 1991                                                                           | «Fly Up To The Moon»                      | «A&M Records»                            | —                                       | —                                       | —                                       | —                                       | —                                       | —                                       | —                                       | —                                       | —                                       | —                                       | —                                       | —                                       | —            | «Black» |
| 1993                                                                           | «Don’t Take The Silence Too Hard»         | «Polydor»                                | —                                       | —                                       | —                                       | —                                       | —                                       | —                                       | —                                       | —                                       | —                                       | —                                       | —                                       | —                                       | —            | «Are We Having Fun Yet?» |
| 1993                                                                           | «Wishing You Were Here»                   | «Chaos Reins», «Polydor», «Nero Schwarz» | —                                       | —                                       | —                                       | —                                       | —                                       | —                                       | —                                       | —                                       | —                                       | —                                       | —                                       | —                                       | —            | «Are We Having Fun Yet?» |
| 1993                                                                           | «Just Like Love»                          | «Nero Schwarz»                           | —                                       | —                                       | —                                       | —                                       | —                                       | —                                       | —                                       | —                                       | —                                       | —                                       | —                                       | —                                       | —            | «Are We Having Fun Yet?» |
| 1993                                                                           | «Swingtime» (SPA only)                    | «Tabata»                                 | —                                       | —                                       | —                                       | —                                       | —                                       | —                                       | —                                       | —                                       | —                                       | —                                       | —                                       | —                                       | —            | Песни не были включены в номерные альбомы |
| 1994                                                                           | «Wonderful Life» (re-issue)               | «A&M Records»                            | 42                                      | 30                                      | —                                       | —                                       | —                                       | —                                       | —                                       | —                                       | —                                       | —                                       | —                                       | —                                       | —            | Песни не были включены в номерные альбомы |
| 2005                                                                           | «Two Churches»                            | «Nero Schwarz»                           | —                                       | —                                       | —                                       | —                                       | —                                       | —                                       | —                                       | —                                       | —                                       | —                                       | —                                       | —                                       | —            | Треки 1—3 — из альбома «Between Two Churches», трек 4 — только на сингле                                                                                             |
| 2006                                                                           | «In A Heartbeat»                          | «Go! Entertainment», «Nero Schwarz»      | —                                       | —                                       | —                                       | —                                       | —                                       | —                                       | —                                       | —                                       | —                                       | —                                       | —                                       | —                                       | —            | «Between Two Churches» |
| 2012                                                                           | «EP: I»                                   | «Nero Schwarz»                           | —                                       | —                                       | —                                       | —                                       | —                                       | —                                       | —                                       | —                                       | —                                       | —                                       | —                                       | —                                       | —            | Песни не были включены в номерные альбомы |
| 2013                                                                           | «EP: II»                                  | «Nero Schwarz», «Hornall Brothers Music» | —                                       | —                                       | —                                       | —                                       | —                                       | —                                       | —                                       | —                                       | —                                       | —                                       | —                                       | —                                       | —            | Песни не были включены в номерные альбомы |
| 2014                                                                           | «Sweetest Smile»                          | «Vinyl180»                               | —                                       | —                                       | —                                       | —                                       | —                                       | —                                       | —                                       | —                                       | —                                       | —                                       | —                                       | —                                       | —            | Трек 1 — только на сингле, трек 2 — из альбома «Between Two Churches», трек 3 — с компиляции «Any Colour You Like. Volume One», трек 4 — из альбома «Water On Stone» |
| 2015                                                                           | «Ashes Of Angels»                         | «Nero Schwarz»                           | —                                       | —                                       | —                                       | —                                       | —                                       | —                                       | —                                       | —                                       | —                                       | —                                       | —                                       | —                                       | —            | Песня не была включена в номерные альбомы |
| 2015                                                                           | «When it’s Over / Womanly Panther»        | «Nero Schwarz», «Hornall Brothers Music» | —                                       | —                                       | —                                       | —                                       | —                                       | —                                       | —                                       | —                                       | —                                       | —                                       | —                                       | —                                       | —            | «Blind Faith» |
| Знак «—» означает, что релиз не вошёл в чарт или не был издан в данной стране. |                                           |                                          |                                         |                                         |                                         |                                         |                                         |                                         |                                         |                                         |                                         |                                         |                                         |                                         |              | |

### Концертные альбомы
| Год  | Альбом                        | Лейбл          |
| ---- | ----------------------------- | -------------- |
| 1988 | «At The Tokyo Power Station»  | «A&M Records»  |
| 2007 | «Road To Nowhere (Live 2007)» | «Nero Schwarz» |
| 2015 | «Live 2015»                   | «Nero Schwarz» |

### Компиляции
| Год                                           | Альбом                            | Лейбл            | Наивысшая позиция в чартах                           |
| --------------------------------------------- | --------------------------------- | ---------------- | ---------------------------------------------------- |
| 1987                                          | «Black»                           | «WEA Records»    | —                                                    |
| 1996                                          | «Black»                           | «A&M Records»    | —                                                    |
| 2000                                          | «The Collection»                  | «Spectrum Music» | —                                                    |
| 2000                                          | «Millennium Edition»              | «A&M Records»    | —                                                    |
| 2007                                          | «Black:CV»                        | «Nero Schwarz»   | —                                                    |
| 2011                                          | «Any Colour You Like. Volume One» | «Nero Schwarz»   | 11 (песня «Wonderful Life», чарт «LyricFind Global») |
| Знак «—» означает, что релиз не вошёл в чарт. |                                   |                  |                                                      |

## Видеоклипы
| Год  | Наименование                   | Ссылка на YouTube |
| ---- | ------------------------------ | ----------------- |
| 1987 | «Wonderful Life»               |                   |
| 1987 | «Sweetest Smile»               |                   |
| 1987 | «Everything’s Coming Up Roses» |                   |
| 1987 | «I’m Not Afraid»               |                   |
| 1987 | «Just Making Memories»         |                   |
| 1988 | «The Big One»                  |                   |
| 1988 | «Now You’re Gone»              |                   |
| 1991 | «Feel Like Change»             |                   |
| 1991 | «Here It Comes Again»          |                   |
| 1991 | «This Is Life»                 |                   |
| 1991 | «Fly Up to the Moon»           |                   |
| 1993 | «Wishing You Were Here»        |                   |
| 1993 | «Swingtime»                    |                   |

| 1993             | «Don’t Take The Silence Too Hard»                              |  |
| «Water On Stone» |                                                                |  |
| 2010             | «Stormy Waters» / «The Pit» (Part 1 of 8)                      |  |
| 2010             | «California» / «The Machine» (Part 2 of 8)                     |  |
| 2010             | «Tonight We Cross The River» / «The River» (Part 3 of 8)       |  |
| 2010             | «Walk On Frozen Water» / «The Trial» (Part 4 of 8)             |  |
| 2010             | «I Hate You (Don’t Leave)» / «The Underworld» (Part 5 of 8)    |  |
| 2010             | «What Makes A Fool» / «The Awakening» (Part 6 of 8)            |  |
| 2010             | «Tomorrow is Another Night» / «The Journey Back» (Part 7 of 8) |  |
| 2010             | «Grievous Angel» / «Loss» (Part 8 of 8)                        |  |
| 2015             | «Ashes of Angels»                                              |  |
| 2015             | «Womanly Panther»                                              |  |
| 2015             | «When It’s Over»                                               |  |

## Саундтреки
- 1988 — «Полиция Майами. Отдел нравов». Сезон 4. Эпизод «Кровь и розы» — песня «Sweetest Smile (Remix)»
- 2004 — «Близкие друзья». Сезон 4. Эпизод «Дорога к свободе» — песня «Wonderful Life»
- 2006 — «Попасть в десятку» — песня «Wonderful Life»
- 2010 — «Broken» — инструментальные композиции
- 2010 — «Молокососы». Сезон 4. Эпизод «Эмили» — песня «Wonderful Life»
- 2011 — «The Pier» — песня «Where The River Bends»
- 2012 — «Stars 80»[фр.] — песня «Wonderful Life»

## Сочинения
- Vearncombe, C. I Am Not the Same Person. — Blip Books, 2012. — 60 с. — ISBN 9780956738790.
- Vearncombe, C. Walk the Dotted Line. — Blip Books, 2014. — 56 с. — ISBN 9780993030536.

## Кавер-версии «Wonderful Life»
Песня является одним из рекордсменов по количеству созданных кавер-версий, в числе наиболее интересных из них — следующие.
| Год  | Исполнитель                        | Страна               | Релиз                                                       | Перевод текста песни на национальный язык            |
| ---- | ---------------------------------- | -------------------- | ----------------------------------------------------------- | ---------------------------------------------------- |
| 1990 | Arnold Fritzsch                    | ГДР                  | Одноимённый сингл                                           | —                                                    |
| 1993 | «Arhangel»                         | Северная Македония   | Альбом «Arhangel 2»                                         | Переведена под названием «Cudesen Svet»              |
| 1995 | «Hyperchild»                       | Германия             | Одноимённый сингл                                           | —                                                    |
| 1996 | Rob de Nijs                        | Нидерланды           | Альбом «De Band, De Zanger En Het Meisje»                   | Переведена под названием «Een gelukkig mens»         |
| 1998 | Cristiano Malgioglio               | Италия               | Одноимённый сингл                                           | Переведена под названием «Con L’Amore Addosso»       |
| 1999 | Mathilde Santing                   | Дания                | Альбом «To Others To One», одноимённый сингл                | —                                                    |
| 2001 | Giuliano Palma & «The Bluebeaters» | Италия               | Одноимённый сингл                                           | —                                                    |
| 2001 | «KBO!»                             | Сербия               | Альбом «(Ne) Menjajte Stanicu»                              | —                                                    |
| 2002 | «Ace of Base»                      | Швеция               | Альбом «Da Capo»                                            | —                                                    |
| 2004 | Lara Fabian                        | Франция              | Альбом «A Wonderful Life»                                   | —                                                    |
| 2004 | «Secrecy»                          | Португалия           | Одноимённый сингл                                           | —                                                    |
| 2005 | Tina Cousins                       | Великобритания       | Альбом «Mastermind»                                         | —                                                    |
| 2005 | «Čejka band»                       | Чехия                | Одноимённый сингл                                           | Переведена под названием «Báječnej život»            |
| 2005 | Kirka                              | Финляндия            | Одноимённый сингл                                           | Переведена под названием «Muistoja, Muistoja Vain»   |
| 2006 | lshtar «Alabina»                   | Израиль              | Одноимённый сингл                                           | —                                                    |
| 2007 | Zucchero                           | Италия               | Альбом «All the Best»                                       | —                                                    |
| 2007 | «Carrion»                          | Польша               | Альбом «Carrion»                                            | —                                                    |
| 2007 | Thabo Mdluli                       | ЮАР                  | Одноимённый сингл                                           | —                                                    |
| 2008 | Julio Iglesias, Jr.                | Испания              | Альбом «Por La Mitad»                                       | Переведена под названием «Una Vida Sencilla Sin Más» |
| 2008 | «Без билета»                       | Беларусь             | Альбом «Настоящая любовь»                                   | Переведена под названием «Странная жизнь»            |
| 2008 | Rosa Lopez                         | Испания              | Альбом «Promesas»                                           | Переведена под названием «Bella Vida»                |
| 2009 | «Heaven Rain»                      | Босния и Герцеговина | Одноимённый сингл                                           | —                                                    |
| 2010 | Kharuso                            | Ямайка               | Одноимённый сингл                                           | —                                                    |
| 2011 | Kim Wilde                          | Великобритания       | Альбом «Snapshots»                                          | —                                                    |
| 2011 | «Smith & Burrows»                  | Великобритания       | Одноимённый сингл                                           | —                                                    |
| 2015 | Kate Ryan                          | Бельгия              | Альбом «Runaway (Smalltown Boy)»                            | —                                                    |
| 2015 | Katie Melua                        | Великобритания       | Альбом «BBC Radio 2’s Sounds Of The 80s», одноимённый сингл | —                                                    |

Cэмпл песни использовался также группой «Scooter» при записи сингла «The Sound Above My Hair».
Мелодии отдельных кавер-версий также, как и оригинальная мелодия, использовались в рекламе. В частности, версия Матильды Сэнтинг (Mathilde Santing) — в роликах нидерландской страховой компании «Interpolis», версия Тины Казинс (Tina Cousins) — в социальной рекламе, посвящённой торговле людьми.

### Комментарии
1. ↑  По признанию Вирнкоумба, причиной использования псевдонима явилось также то обстоятельство, что его собственную фамилию «никто не вспомнил бы… Любой, кто только взглянет на этот набор букв, становится дислексиком». См. Colin Vearncombe obituary, The Guardian (26 January 2016)  Архивировано 8 июля 2016 года..
2. ↑  Кроме этого, в период с 1999 по 2009 годы Вирнкоумб записал и выпустил ещё четыре студийных альбома под собственным именем, см.  Архивная копия от 10 марта 2016 на Wayback Machine
3. ↑  «Black» дважды принимали участие в этой передаче — 6 декабря 1982 года, см. , и 25 июня 1983 года, см.
4. ↑  Конкорд Нкэбинд (Concorde Nkabinde) на бас-гитаре, Бэрри Ван Зил (Barry Van Zyl) на ударных. Сотрудничество Вирнкоумба с этими музыкантами началось ещё в сентябре 2001 года, во время гастрольной поездки в Йоханнесбург. Вирнкоумб, К. Гризель («Lady Black»), К. Нкэбинд и Б. Ван Зил отыграли тогда серию концертов в ночном клубе «Bassline». Из записей этих выступлений позже был скомпилирован и издан «Nero Schwarz» альбом «Live at the Bassline», см.  Архивная копия от 23 марта 2016 на Wayback Machine
5. ↑  За исключением музыкантов, сотрудничавших с Вирнкоумбом в первые годы истории «Black» (до прихода Д. Дики в 1982 году), а также в период 2005—2016 годов.